# Lego Star Wars: The Quest for R2-D2
Lego Star Wars: The Quest for R2-D2 (2009) er en officiel, computeranimeret Star Wars-kortfilm instrueret af Peder Pedersen og produceret af det danske firma M2Film for Lego og Cartoon Network i samarbejde med Lucasfilm. Det var den første officielle, danskproducerede Star Wars-film!
Den blev produceret i anledning af tiårsjubilæet for LEGO Star Wars, som opfølger til samme instruktørs kortfilm Lego Indiana Jones and the Raiders of the Lost Brick (2008), og havde verdenspremiere på den amerikanske tv-kanal Cartoon Network den 27. august 2009. Handlingen, hvor R2-D2 bliver borte under en dramatisk flugt, følger personerne fra tv-serien Star Wars: The Clone Wars (2008).
Lego Star Wars: The Quest for R2-D2 blev efterfulgt af LEGO Star Wars: Bombad Bounty (2010).